# 4.25 мм Ліліпут

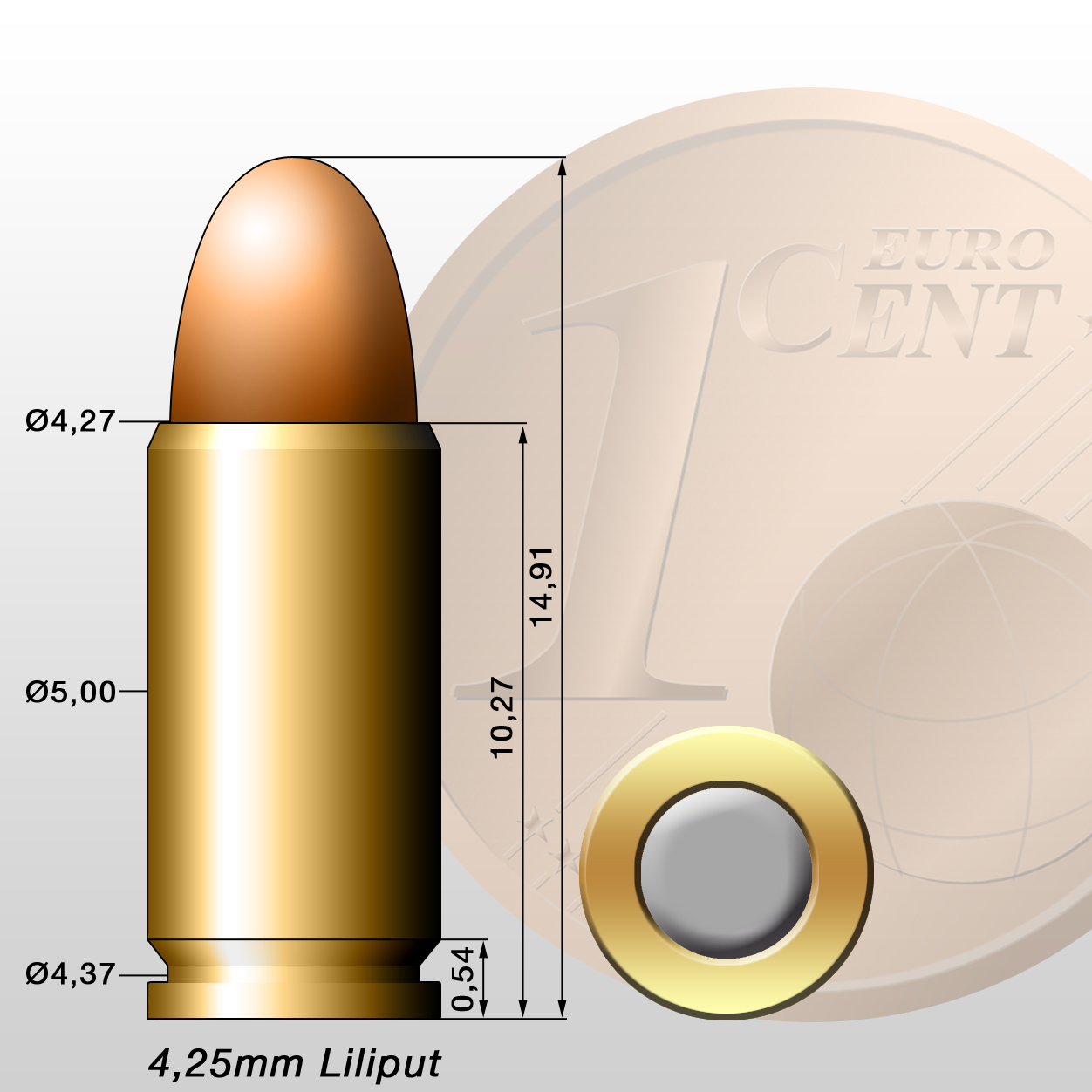
Схема набою і порівняння його розміру з монетою 1 євроцент.

4.25 мм Ліліпут — австрійський і німецький набій центрального запалення, також відомий як 4.25 LILIPUT AUTO, 4.25 ERIKA, 4.25x10 Lilliput, 4.25 mm Liliput Selbstlade Pistole, 4.25 mm Erika Selbstlade Pistole, 4.25 mm Menz-Liliput, 4.25 mm Erika, 4.25 mm Menz, SAA 0070, XCR 04 010 CGC 010.

## Історична довідка
У 1912 році австрійський винахідник Франц Пфаннль розробив кишеньковий пістолет «Еріка», призначений для самооборони. Спеціально для цього пістолета він створив особливий набій калібру 4.25 мм (.167), який ймовірно був розроблений за домовленістю з фірмою «Гіртенберг», що займалася виробництвом боєприпасів. У 1920-х роках під цей же набій німецька фірма «Менц» розробила і налагодила випуск пістолетів «Ліліпут». Виробництво набоїв свого часу було налагоджено в Австрії та Німеччині.
Випуск пістолетів під набій калібру 4.25 мм був припинений в 1930-х роках, які також як і патрон не набули широкого поширення через малу забійної сили. Сьогодні набій вважається застарілим і не виробляється.

## Опис
Набій мав гільзу циліндричної форми з проточкою і споряджався оболонковою кулею масою 0.78 грама, початкова швидкість якої досягала 250 м/с, а дулова енергія — 23 Дж.